# Mnayarji
Mnayarji är en syriansk släkt. Den härstammar från staden Mardin i provinsen Tur Abdin i sydöstra Turkiet. Släkten hade stora ägor som skänktes till klostret Deyr el zafaran utanför Mardin vid flykten undan det syrianska/armeniska folkmordet. Nu kan man hitta människor som tillhör släkten runt om i världen, i länder som t.ex. Sverige, Tyskland och de Förenta Staterna. 
Mnayarjisläkten är troligtvis en av de största syrianska släkterna, och namnet kan stavas på många olika sätt med latinska bokstäver. 